# Synthlipsis
Synthlipsis es un género de fanerógamas perteneciente a la familia Brassicaceae. Comprende seis especies descritas y de estas, solo 2 aceptadas.

## Taxonomía
El género fue descrito por Asa Gray y publicado en Memoirs of the American Academy of Arts and Science, new series 4(1): 116. 1849. La especie tipo es: Synthlipsis greggii A. Gray

## Especies aceptadas
A continuación se brinda un listado de las especies del género Synthlipsis aceptadas hasta julio de 2014, ordenadas alfabéticamente. Para cada una se indica el nombre binomial seguido del autor, abreviado según las convenciones y usos.
- Synthlipsis densiflora Rollins
- Synthlipsis greggii A. Gray